# Stenocephalum megapotamicum
Stenocephalum megapotamicum là một loài thực vật có hoa trong họ Cúc. Loài này được (Spreng.) Sch.Bip. miêu tả khoa học đầu tiên năm 1863.